# Carl Ohrtmann
Carl Ohrtmann (* 15. November 1839 in Berlin; † 22. April 1885 ebenda) war ein deutscher Lehrer. Er gründete, unter  Mitwirkung von Felix Müller und Albert Wangerin, die erste mathematische Referatezeitschrift, das Jahrbuch über die Fortschritte der Mathematik.

## Leben
Carl Ohrtmann wurde als Sohn des Arztes Wilhelm Orthmann geboren. Er studierte in Berlin, Heidelberg und Göttingen. 1863 legte er das Staatsexamen in seiner Geburtsstadt ab. Im folgenden Jahr promovierte Ohrtmann an der Universität Jena. Von 1866 an bis zu seinem Tode war er Lehrer am Königlichen Realgymnasium in Berlin. Er heiratete 1868 Luise Ulfert, die Tochter eines Geheimen Justizrates.
Auf Ohrtmanns Anregung hin gründeten er und sein Kollege am Realgymnasium Felix Müller 1869 Jahrbuch über die Fortschritte der Mathematik, seine Ehefrau übernahm dabei technische Arbeiten wie die Erstellung der Register. Ohrtmann übernahm innerhalb der durch Albert Wangerin bald auf drei Mitglieder erweiterten Redaktion die Hauptarbeit. Ab dem 11. Band (1879) wurde er daher als Herausgeber genannt, Müller und Wengerin als Mitarbeiter. Bis 1884 schrieb er zudem über dreitausend Referate für das Jahrbuch.
Ab 1881 litt er an einer Lungenerkrankung und starb schließlich 1885 an Darmkrebs.